# Xã đặc quyền Ironwood, Michigan
Xã Ironwood (tiếng Anh: Ironwood Township) là một xã thuộc quận Gogebic, tiểu bang Michigan, Hoa Kỳ. Năm 2010, dân số của xã này là 2.333 người.